# Razione B
Razione B o Razione di tipo B è un termine usato dalle forze armate degli Stati Uniti per un pasto fornito alle truppe, che è stato preparato utilizzando ingredienti in scatola o conservati. I pasti delle razione B possono essere preparati in cucine da campo e serviti nel campo o serviti in presidi senza adeguati impianti di refrigerazione o nel congelatore.
Le razioni B differiscono dalle razioni A perché per la loro preparazione non si usano ingredienti freschi, surgelati o refrigerati. Esse si distinguono dalle razioni, precedentemente note come razioni C (come la farina, pronto per il consumo o suo predecessore, la farina, combattimento, razione individuale), in quanto sono normalmente preparate in cucine da campo invece di essere distribuite all'unità o a livello individuale per il consumo immediato.
Storicamente le razioni B sono state spesso preparate da personale addestrato nelle cucine da campo, il termine si applica sempre agli alimenti sfusi preconfezionati che richiedono minima preparazione supplementare nel campo, più analoghi a razioni gruppo di alimentazione come razioni 5 in 1 o pacco alimentare 10 in 1 nel passato. Le razioni B di oggi potrebbero includere l'Unitized Group Ration B (UGR-B), un kit di pasto ibrido concepito per alimentare un gruppo per un pasto. Dell'UGR-B ci sono diverse varietà, tra cui un vassoio riscaldante, riscaldato da immersione in acqua calda quando una cucina da campo non è disponibile, o la forma espressa, con un modulo di auto-riscaldamento e accessori usa e getta.